# Dysaphis parasorbi
Dysaphis parasorbi är en insektsart. Dysaphis parasorbi ingår i släktet Dysaphis och familjen långrörsbladlöss. Inga underarter finns listade i Catalogue of Life.